# Senorius smetanai
Senorius smetanai là một loài bọ cánh cứng trong họ Cerambycidae.